# Павлив, Владимир Владимирович
Владимир Владимирович Па́влив (род. 25 ноября 1963, Аркалык, Казахстан) — украинский журналист и публицист. Галицкий автономист.

## Биография
Детство прошло в пгт Рудки (Львовская область).
Учился в Львовском политехническом институте и на факультете филологии Львовского университета им. И.Франко.
Работал в самиздатовском издании «Поступ», львовской газете «Post-Поступ» (редактор отдела культуры, 1991—1995), на украинском телеканале СТБ.
1998, 2000—2005 — жил и работал в Варшаве.
С 2009 года — начальник отдела информации и внешних связей в Украинском католическом университете (Львов), в котором преподаёт курсы «Медиа и мораль», «Новейшая украинская журналистика: стандарты качества», «Медиа и культура».
Колумнист в украинской и польской прессе.
Председатель украинского-польского клуба «Без предубеждений», основатель дискуссионного клуба «Митуса».

## Взгляды
В своих произведениях Владимир Павлив последовательно отстаивает теорию ментально-культурной «отдельности Галичины» и обращается к воображаемому галицкому народу. Выступает за широкую автономию Западной Украины или Галиции, считает галичан отдельной общностью, с общими культурой, ментальностью, традицией.
По мнению Владимира Павлива, до середины XIX века политической элиты «руськой Галичины» не существовало, кроме небольшой группы интеллигенции, связанной с клерикальными кругами. После проникновения светских идей либерализм не успел закрепиться, поскольку эта традиция была уничтожена украинским национализмом. Ввиду того, что польская культура и администрация доминировали в Галичине, то украинские националисты всю свою риторику и методы деятельности унаследовали от польских националистов. Большинством жертв террористической деятельности ОУН, с точки зрения Павлива, были галичане русского происхождения, которые стремились к компромиссу с поляками, которые придерживались идей либерализма и желали некоторого отмежевания от Церкви. По мнению Владимира Павлива, большинство избирателей Галичины и Львова являются носителями консервативно-либеральных или либеральных взглядов, а не националистических, но не отстаивают их активно. Галичане покорны власти и богобоязненны. Они вложили много усилий на украинский проект, и поэтому им трудно начать новый собственный галицкий проект. Галицкий проект должен быть направлен на построение Галичины в составе всей Украины, «или в каком-то другом виде», и соответствовать интересам Галичины. Галицкий политикум должен сосредоточиться в первую очередь на интересах Галичины, а не Украины.
Владимир Павлив выступает за «возрождение традиций галицкой толерантности и мультикультурности, поликонфессиональности и гармоничного сосуществования представителей различных этнических групп и субэтносов, населяющих ныне Галичину» и против «идей реваншизма, неонацизма и других экстрем», за «развитие местного патриотизма без деления по признакам национального происхождения, создание гражданского общества в регионе».

## Сочинения
- «Енциклопедія нашого українознавства» (совместно с Александром Кривенко, 1997 р. Львів, 2004 р. Київ, 2012 р. Харків);
- «Чому поляки не люблять українців» (2003 р. Львів);
- «Синдром програної війни» (2004 р. Івано-Франківськ);
- «У пошуках Галичини» (2012 р. Львів).

## Сочинения онлайн
- О.Кривенко; В.Павлів. Енциклопедія нашого українознавства. А-І. 1997
- О.Кривенко; В.Павлів. Енциклопедія нашого українознавства. К-П. 1997
- О.Кривенко; В.Павлів. Енциклопедія нашого українознавства. Р-Я.1997
- Синдром програної війни. 12 есе про Олександра Кривенка. — Лілея-НВ: Івано-Франківськ, 2004
- Чому поляки не люблять українців? — ВНТЛ-Класика: Львів, 2004
- Блог Владимира Павлива